# Diamond Smile
『Diamond Smile』（ダイヤモンド・スマイル）は、南野陽子のベスト・アルバム。1992年3月25日発売。発売元はSony Records。

## 解説
CDの帯コピー「愛する喜びやときめきは、ダイヤモンドの微笑みにも似て、素敵なときめきソングで綴るナンノ・スマイル。」の通り、アップテンポを中心とした楽曲で構成されている。ジャケットはピンクを基調としている。
ミディアム・テンポの楽曲を中心に構成されたもう1枚のベスト・アルバム『Pearl Tears』と同日発売された。
南野は当時、1991年を最後に歌手活動を停止したが、1992年は年間で4作のベスト・アルバムを各盤のコンセプトに基づき、立て続けに発表する。今回はその第1弾。
未発表曲「Misty Eyes」を含む全13曲。

## 収録曲
1. 吐息でネット。
2. 夕ぐれのロマンス達
3. トラブル･メーカー
4. 宝石だと思う～ノエルの丘で～
5. カリブへ行きたい
6. はいからさんが通る
7. シンデレラ城への長い道のり
8. 幸せ
9. リフトの下で逢いましょう
10. 春景色
11. Misty Eyes
  - 作詞：友井久美子　作曲：都倉俊一
12. 誰が為に地球はまわる
13. 私の中のヴァージニア